# 6682 Makarij
6682 Makarij eller 1973 ST3 är en asteroid i huvudbältet som upptäcktes den 25 september 1973 av den sovjetisk-ryska astronomen Ljudmila Zjuravljova vid Krims astrofysiska observatorium på Krim. Den är uppkallad efter Metropolitan Makarij.